# Carta a un abogado
Mémoire pour un avocat (Carta a un abogado) es el título de una novela corta del escritor francés Octave Mirbeau, publicada en edición de folletín en Le Journal en 1894 – pero no se editó en volumen hasta 1919. 
Traducción española : Carta a un abogado, El Nadir, Valencia, 2013 (en el libro se encuentra también La Muerte de Balzac).

## Esclavitud conyugal
Carta a un abogado es el relato de una esclavitud conyugal. Fue escrito cuando Octave Mirbeau conocía una grave crisis, existencial, literaria y conyugal . Tenía la impresión dolorosa de perder su vida y su talento junto a su esposa, la antigua actriz Alice Regnault, quien estaba incapaz de entenderle. Muy infeliz, pero incapaz de romper con esta mujer fría, se venga con la pluma. Además, su confesión indirecta constituye para él una forma de terapia.

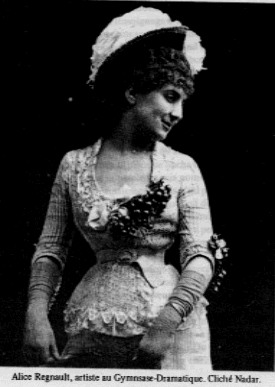
Alice Regnault

El narrador de la novela, escrita en la forma de una carta a su abogado, se casó por amor con una mujer bonita, Jeanne. Pero no tardó en perder sus ilusiones sobre su esposa, indiferente y muy fría, y comenzó a odiarle. Llegado a ser su esclavo, humillado y frustrado, él es incapaz de liberarse de su yugo y su único consuelo es la manifestación de su desprecio.
El relato refleja el profundo pesimismo del autor frente a la sociedad y la naturaleza humana. Denuncia en particular el mito peligroso del "amor", fuente de desilusiones crueles y de sufrimiento, y el matrimonio burgués, monogámico, donde los individuos son prisioneros y sacrificados.